# Мері Істмен
Мері Істмен (англ. Mary Eastman; уроджена Хендерсон (англ. Henderson); 1818, Воррентон, Вірджинія, — 24 лютого 1887, Вашингтон) — американська письменниця. Мері Істмен вписала своє ім'я в історію літератури досить несподіваним чином. Вона була родом зі знаменитої родини, представники якої відзначені безліччю діянь в ім'я Сполучених Штатів Америки ще навіть до того, як ті стали Штатами; але так вже вийшло, що основна їх діяльність розвивалася на американському Півдні, який традиційно підтримує рабовласництво. Як не парадоксально, це не заважало жителям півдня підтримувати більш шанобливі відносини з корінними американцями (індіанцями), ніж зазвичай вдавалося вихідцям з північних штатів. Видала ряд повних життя оповідань про побут індіанців, який вона мала нагоду ґрунтовно вивчати. Найпопулярніші твори — англ. «Dacotah, or life and legends of the Sioux» (Нью-Йорк, 1849), англ. «American aboriginal portfolio» (Філадельф., 1853), англ. «Chicora and other regions of the conquerors and the conquered» (Філадельф., 1854). Особливу популярність Істмен придбала завдяки своєму роману англ. «Aunt Phillis's cabin» (Філадельф., 1852), написаний в дусі рабовласників і на противагу «Хатині дядька Тома» Бічер-Стоу.

## Біографія
Мері Хендерсон народилася в Уоррентоні, штат Вірджинія, в 1818 році, у родині багатого плантатора. Внучка Томаса Тракстона. Коли її батько був призначений хірургом у військовій академії, Мері переїхала з родиною до Вест-Пойнт. Там вона в 1835 році вийшла заміж за офіцера і художника Сета Істмена (їй було тоді 17, а йому — 27 років, це був його другий шлюб). Сет Істмен є автором роботи англ. «History, condition and future prospects of the Indian tribes of the United States» (1850—1857). Як згодом відзначала М.Хендерсон в своєму романі «Хатина тітки Філліс» (1852), вона належить до числа нащадків Перших сімей Вірджинії і виросла в суспільстві рабовласників.

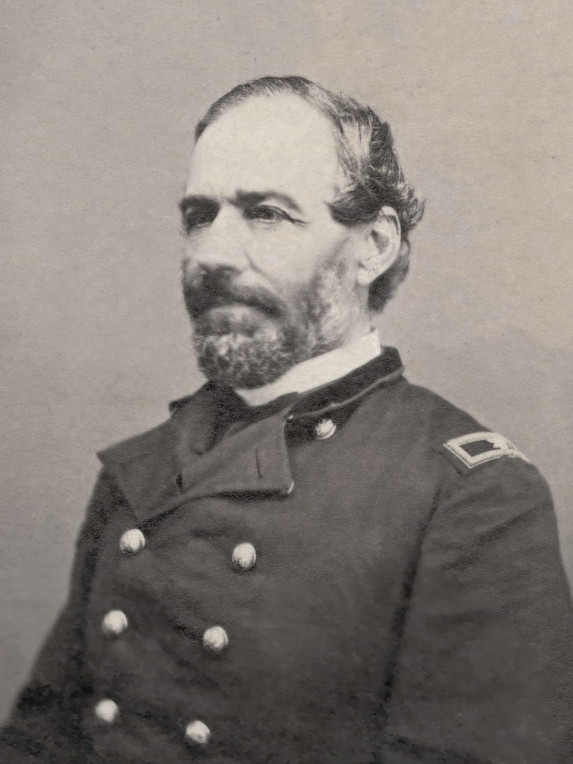
Сет Істмен

У 1841 році Сет Істмен був призначений командувачем фортом Снеллінг в штаті Міннесота і прожив там з сім'єю декілька років. Мері скористалася ситуацією для вивчення життя і побуту індіанських племен сіу, що мешкали в районі форту, результатом чого у світ вийшла її знаменита книга «Дакота, або життя і легенди індіанців сіу, що мешкають біля форту Снеллінг» (англ. Dacotah, or Life and Legends of the Sioux Around Fort Snelling, 1849), яку проілюстрував Сет Істмен. Серед індіанських легенд, зібраних Мері, була легенда про смерть улюбленої дочки вождя сіу, «принцеси Вайнони». Ця легенда не відображала тодішніх реалій: в той час слово «вайнона», що на мові сіу означає «первісток», не використовувалося в якості імені власного, а племена сіу не використали титули типу «принцеса». Мері Істмен направила свою книгу в Конгрес США в 1849 році, вона була поміщена в бібліотеку Конгресу і в даний час доступна на сайті проекту «Гутенберг». Після завершення місії у форті Снеллінг, сім'я Істмен переїхала у Вашингтон. Після виходу в 1852 році нашумілої книги Гаррієт Бічер-Стоу «Хатина дядька Тома», спрямованої проти рабовласництва в США, Мері Істмен написала у відповідь книгу «Хатина тітки Філліс, або життя на Півдні, як воно є» (англ. Aunt Phillis's Cabin; or, Southern Life As It Is, 1852), миттєво стала бестселлером: було продано близько 30-ти тисяч примірників; книга Істмен стала одним з найпопулярніших творів жанру «Анти-Том».

## Публікації
- англ. «Dacotah, or life and legends of the Sioux» (Нью-Йорк, 1849);
- англ. «American aboriginal portfolio» (Філадельфія, 1853);
- англ. «Chicora and other regions of the conquerors and the conquered» (Філадельфія, 1854).
- англ. «Aunt Phillis's cabin» (Філадельфія, 1852)